# Слуп (Дзялдовський повіт)
Слуп (пол. Słup) — село в Польщі, у гміні Лідзбарк Дзялдовського повіту Вармінсько-Мазурського воєводства.
Населення — 379 осіб (2011).
У 1975-1998 роках село належало до Цехановського воєводства.

## Демографія
Демографічна структура станом на 31 березня 2011 року:
|          | Загалом | Допрацездатний вік | Працездатний вік | Постпрацездатний вік |
| -------- | ------- | ------------------ | ---------------- | -------------------- |
| Чоловіки | 192     | 52                 | 124              | 16                   |
| Жінки    | 187     | 51                 | 102              | 34                   |
| Разом    | 379     | 103                | 226              | 50                   |